# Nobelpriset i litteratur 2011

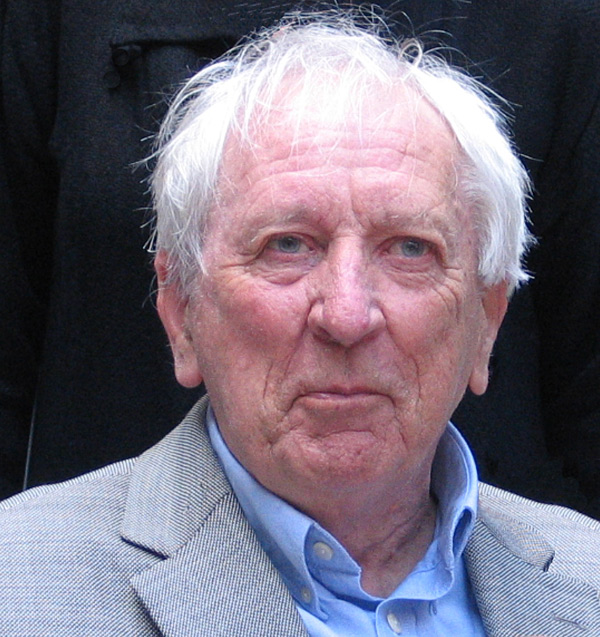
Tomas Tranströmer

Nobelpriset i litteratur 2011 tilldelades den svenske poeten Tomas Tranströmer med motiveringen  ”för att han i förtätade, genomlysta bilder ger oss ny tillgång till det verkliga”. Tranströmer var den åttonde svensk som tilldelats Nobelpriset i litteratur och den förste svensk sedan Eyvind Johnson och Harry Martinson tilldelades nobelpriset i litteratur 1974.

## Tomas Tranströmer
Tomas Tranströmer föddes 1931 och debuterade som poet med 17 dikter 1954. ”De flesta av Tranströmers diktsamlingar kännetecknas av sparsamhet, konkretion och pregnanta metaforer. Med de senaste samlingarna Sorgegondolen (1996) och Den stora gåtan (2004) har Tranströmer gått mot ett allt mindre format och en allt större grad av koncentration”, skrev Svenska Akademien i samband med nobelprisutnämningen. Han anses vara en av efterkrigstidens främsta poeter och är översatt till mer än 60 språk. Tomas Tranströmer avled 2015.

## Reaktioner
Tranströmer hade varit förhandstippad till nobelpriset i flera år och prisutnämningen fick överlag mycket positiva reaktioner i Sverige. Internationellt blev reaktionerna mer blandade med både hyllningar till hans poesi och kritik mot att han ansågs vara föga läst och välkänd utanför Sverige.